# 176 (число)
176 (Сто сімдеся́т шість) — натуральне число між  175 та  177.

## У математиці
- Напівідеальне число
- 176 —  п'ятикутне число
- щасливе число

## В інших галузях
- 176 рік
- 176 до н. е.
- NGC 176 — розсіяне скупчення в сузір'ї Тукан.